# インフィニット 無限の記憶
『インフィニット 無限の記憶』（インフィニット むげんのきおく、原題：Infinite）は、2021年のアメリカ合衆国のSFアクション映画。

## あらすじ
前世の完全な記憶を持つ人間たちインフィニットは、そうでない人間たちに紛れて日常を送っていた。500人にも満たない彼らのうち、人類のために能力を使う勢力“ビリーバー”は、自身の能力を呪いと考える勢力“ニヒリスト”から人類を守るため、日夜戦い続けている。
妙に現実感のある夢に悩まされているエヴァン・マコーリーは、過去に起こしてしまった暴行沙汰や統合失調症であるという診断が原因で再就職できずにいた。金欠から常用している薬の服用が滞ることを恐れたエヴァンは、なぜか身についている技術を活用して見事な日本刀を鍛え上げ、それと引き換えに麻薬の売人から薬を入手しようと試みる。しかし、売人が報酬を誤魔化そうとしたためトラブルになり、刀と薬を持ってその場から逃げ出すと、見たこともない景色の幻覚に襲われて気を失ってしまった。
エヴァンは麻薬取引を追っていた警察に逮捕され、取り調べを受けることになるが、現れた男は見覚えのない物品をいくつか並べて「見覚えはあるか？」と尋ねてくる。エヴァンが正直に「知らない」と答えると、その度に男はロシアンルーレットの引き金を引いてきた。エヴァンは怯えて縮み上がるが、あるロープを手にした時、自分の物ではない記憶が頭に思い浮かんでくる。
エヴァンの様子が変わったと見た男が「懐かしき友」と呼びかけた直後、取調室に女の乗った自動車が突っ込んできた。女はエヴァンを自動車に乗せ、男や警察の追跡を振り切るとノーラ・ブライトマンと名乗り、先程の男バサーストを含む自分たち3人が、いくつもの前世の記憶を持っているインフィニットという存在だと説明する。エヴァンは困惑しながらも彼女の言葉に説得力を感じ、彼女らが所属する“ビリーバー”の拠点へ向かうことにした。ノーラ曰く、バサースト率いる“ニヒリスト”はインフィニットたちの輪廻転生を終わらせるため、“エッグ”という装置で人類を絶滅させようとしており、その在り処はエヴァンの前世であるハインリッヒ・トレッドウェイだけが知っていると言う。
エヴァンにトレッドウェイの記憶と能力を取り戻させるため、訓練と科学の両面からアプローチを行う日々が続くが、過去の怪我などが原因で思うようにいかなかった。エヴァンとノーラは仲間と共に唯一状況を打開できるアルチザンに会いに行くが、入れ違いに拠点を襲ってきたバサーストに拠点は制圧される。アルチザンのもとで装置に入ったエヴァンは、臨死体験を経てトレッドウェイの記憶を取り戻し、前回のトレッドウェイが自分の体の中にエッグを隠したことを思い出した。密かに待ち伏せていたバサーストは、エヴァンが記憶を取り戻したと知ってアルチザンのラボを襲撃すると、“ビリーバー”の拠点に戻り、保管されていたトレッドウェイの遺体から“エッグ”を回収する。
負傷して気を失ったエヴァンを残し、ノーラは単独で“エッグ”奪取のため“ニヒリスト”の拠点に向かうが、バサーストの暗殺に失敗して“ニヒリスト”の部隊に追われていた。そこにアルチザンとエヴァンが救援に駆けつけて窮地を脱するも、既にバサーストは拠点を離れようとしている。傷を負ったノーラは拠点に残り、かつて“ニヒリスト”の特殊な弾丸を受けてチップに魂を封じられた仲間を助けるため、アルチザンと共に内部へと入っていく。
一方で、バサーストと“エッグ”が乗る輸送機を追ったエヴァンはなんとか機内に乗り込み、バサーストと死闘を繰り広げていた。戦いの末に、起動状態のまま空中に放り出された“エッグ”はエヴァンの手で停止させられ、バサーストは特殊な弾丸を撃ち込まれて死亡し、エヴァンも落下により死んでしまう。チップに爆弾を設置し終えたノーラは、チップと運命を共にすることを選んだ。
その後、年老いたアルチザンはインドネシアのジャカルタに赴き、少年に生まれ変わったエヴァンと再会する。

## 登場人物・キャスト
※括弧内は日本語吹替。
エヴァン・マコーリー / ハインリッヒ・トレッドウェイ
演 - マーク・ウォールバーグ（土田大）
見知らぬ記憶に悩まされる男性。自分が異常であると思い込み、少年時代から自暴自棄な行動を繰り返してきた。
正体はインフィニットの1人で、“ビリーバー”のリーダーであるハインリッヒ・トレッドウェイ。かつては心身の限界を超えた超人と呼ぶべき領域に到達し、周囲のエネルギーを操ることさえできた。
1985年のハインリッヒ・トレッドウェイ
演 - ディラン・オブライエン （バトリ勝悟）
バサースト
演 - キウェテル・イジョフォー （坂詰貴之）
インフィニットの男性。“ニヒリスト”のリーダー。かつてはトレッドウェイの友人だったが、300年ほど前に輪廻転生からの解脱を考えるようになった。前世で開発した“エッグ”という装置を使って人類を絶滅させようとしている。
1985年のバサースト
演 - ルパート・フレンド （峰晃弘）
ノーラ・ブライトマン
演 - ソフィー・クックソン （下山田綾華）
インフィニットの女性。“ビリーバー”の一員。エヴァンにトレッドウェイの記憶と能力を取り戻させようとする。
レオナ・ウォリック
演 - ジョアンナ・リベロ
ノーラの前世の1つ。エベレストの登山中に滑落しそうになったところをトレッドウェイに助けられた。
アルチザン
演 - ジェイソン・マンツォーカス（蒼谷和樹）
インフィニットの1人。脳の専門家だが、カジノの奥にラボを構えているなどかなりの変人。
ギャリック
演 - リズ・カー（今泉葉子）
インフィニットの1人。“ビリーバー”の技術研究部門責任者。
コヴィック
演 - ヨハネス・ハウクル・ヨハネソン（真木駿一）
アベル
演 - トム・ヒューズ
インフィニットの1人。ノーラの前世での恋人。“ニヒリスト”の弾丸によって魂がチップに閉じ込められ、輪廻転生が止まってしまった。
ブライアン・ポーター
演 - トビー・ジョーンズ（高木渉）
インフィニットの1人。ニューヨーク市警内部に協力者がおり、ノーラと協力してエヴァンを助け出す。
トレース
演 - カエ・アレキサンダー
エージェント・シン
演 - ウォリス・デイ
ジーニャ
演 - ラフィエラ・チャップマン

## スタッフ
- 監督：アントワーン・フークア
- 脚本：イアン・ショア
- プロデュース：ラフィ・クローン、ロレンツォ・ディ・ボナヴェンチュラ、アントワーン・フークア、マーク・ハッファム、スティーブン・レヴィンソン、マーク・ウォールバーグ、マーク・ヴァフラディアン、ジョン・ザオジルニー
- 撮影： マウロ・フィオーレ
- 音楽： ハリー・グレッグソン＝ウィリアムズ

## 製作
2019年2月、クリス・エヴァンスがアントワーン・フークアが監督を務める映画に出演するための交渉に入ったと発表された。6月、エヴァンスはスケジュールの都合によりプロジェクトを辞退し、代役としてマーク・ウォールバーグが交渉に入った。ウォールバーグは8月に確定し、ソフィー・クックソンとディラン・オブライエンがキャストに追加された。9月、キウェテル・イジョフォー、ヨハネス・ハウクル・ヨハネソン、ルパート・フレンド、ジェイソン・マンツォーカスがキャストに追加された。トム・ヒューズは10月に配役された。
撮影は2019年9月に始まった。カーディフ中心部やファーンバラ空港、屋内スキー施設のスノーセンターで、1週間にわたって非公開で撮影された。また、他にロンドンやメキシコシティ、グアナファト州、ネパール、ニューヨーク、スコットランド、タイ王国、アルプス山脈でも撮影は行われた。

## 公開時期
当初、2020年8月7日に公開される予定だったが、COVID-19の大流行により2021年5月28日に延期された。最終的に劇場公開は断念され、アメリカでは2021年6月10日にParamount+で配信された。